# 阿部正允
阿部 正允（あべ まさちか）は、江戸時代中期の旗本、大名、老中。武蔵忍藩主。忠秋系阿部家5代。
はじめ正伊（まさただ）、正因（まさより）と名乗った。

## 人物
5000石を領した旗本・阿部正晴（忍藩3代藩主・阿部正武の三男）の長男。はじめ父の跡を継いで旗本となるが、宗家の忍藩阿部家に後継者がいなかったため伯父の正喬の養子となり、寛延元年（1748年）に養父の隠居により家督を継ぐ。翌寛延2年（1749年）に奏者番、宝暦12年（1762年）に大坂城代、明和元年（1764年）に京都所司代、明和6年（1769年）に西丸老中、安永8年（1779年）に本丸老中と幕府の要職を歴任した。
藩政では、宝暦2年（1752年）に藩内の秩父で起こった年貢増徴反対一揆や、中山道筋で発生した伝馬騒動の鎮圧に奔走され、苦難を強いられた。
安永9年（1780年）11月24日、死去。家督は従弟の正敏（正喬の五男）が継いだ。

## 略歴
- 1716年（享保元年）　生誕（享保7年（1722年）3月11日生まれとする説もある）
- 1730年（享保15年）10月5日、父阿部正晴の跡を継ぎ旗本となる。
- 1733年（享保18年）7月23日、阿部正喬の養子となる。父から引き継いだ5000石の領地は収公される。
- 1748年（寛延元年）7月29日、忍藩を相続。同年9月1日にはじめて藩領へ赴く。
- 1749年（寛延2年）7月23日、奏者番就任
- 1759年（宝暦9年）12月7日、奏者番を辞任し雁間席
- 1762年（宝暦12年）12月9日　大坂城代（1764年6月21日）
- 1764年（明和元年）6月21日、京都所司代
- 1769年（明和6年）8月18日、西丸老中（ - 1779年4月16日）
- 1779年（安永8年）4月16日、本丸老中
- 1780年（安永9年）11月24日、死去。享年64。

## 官歴
- 1733年（享保18年）12月28日、従五位下・能登守
- 1735年（享保20年）5月23日、飛騨守
- 1759年（宝暦9年）12月7日、従四位下
- 1764年（明和元年）6月21日、侍従
- 1769年（明和6年）8月18日、豊後守

## 系譜
父母
- 阿部正晴（実父）
- 遠山友春の娘（実母）
- 阿部正喬（養父）

正室
- 井伊直定の養女 ー 井伊直惟の娘

子女
- 阿部帯刀
- 阿部正陳（次男）
- 白須政民
- 阿部正実
- 倶姫 ー 松平光徳正室
- 銑 ー 松平容頌正室
- 奥平昌鹿正室
- 禎祥院 ー 酒井忠交正室

養子
- 阿部正敏 ー 阿部正喬の五男